# أولاد سليمان (لعسيلات)
أولاد سليمان هو دُوَّار يقع بجماعة الخيايطة، إقليم برشيد، جهة الدار البيضاء سطات في المملكة المغربية. ينتمي الدوّار لمشيخة لعسيلات التي تضم 7 دواوير. يقدر عدد سكانه بـ 1117 نسمة حسب الإحصاء الرسمي للسكان والسكنى لسنة 2004.

## روابط خارجية
- البوابة الوطنية للجماعات الترابية
- المندوبية السامية للتخطيط